# إدارة مجتمعية
الإدارة المجتمعية أو إدارة الموارد العامة هي إدارة الموارد العامة أو المشكّلة بواسطة المجتمع عن طريق العمل الجماعي للمتطوعين وأصحاب الشأن. وقد تكون إدارة الموارد إما مادية أو معلوماتية. ومن الأمثلة على ذلك إدارة الحقوق العامة في الرعي والمياه؛; ومصائد الأسماك  وبرمجيات المصدر المفتوح. وفي حالة إدارة الموارد المادية، غالبًا ما يتم استخدام الإدارة المجتمعية لتجنب مأساة استخدام الموارد العامة وتشجيع الاستدامة.

## مشكلة إدارة الموارد العامة
دون الإدارة السليمة، قد تُستنفد الموارد المادية للمجتمع أو تصبح غير صالحة للاستخدام. ومشكلة إدارة الموارد العامة عبارة عن وضع اقتصادي يتحقق عندما تصبح السلع في حالة تنافس، وليست في حالة حصرية (انظر الموارد العامة). وبما أن هذه الموارد تمثل ملكية عامة، فلا يعطي الأفراد لها اهتمامًا خاصًا للحفاظ عليها، بل يسعون لاستغلالها قبل أن يستفيد منها الآخرون. والمثال التقليدي هو سمكة المحيط. يمكن لأي شخص اصطياد الأسماك، ولكن السمكة التي تم اصطيادها من قبل شخص لا يمكن لآخر اصطيادها. لذلك يسعى الصيادون لتحقيق أكبر قدر من الربح الشخصي عن طريق اصطياد أكبر قدر ممكن من الأسماك، الأمر الذي سيؤدي في النهاية إلى أن يكون المخزون عرضة للنفاد. وهذه المشكلة شبيهة بـمشكلة الانتفاع بالمجان فيها قدم يستخدم هؤلاء غير المساهمين في هذه الموارد الموارد دون عقوبات، ولكن عادة ما تمثل مشكلة إدارة الموارد العامة مشكلة اقتصادية نظرًا لأنها ستؤدي في النهاية إلى نفاد الموارد.
وتشمل مشكلة إدارة الموارد العامة أيضًا الاستخدام المشترك لـعرض النطاق الترددي للإنترنت المحدود، مثل إنترنت الجامعة عندما تكون سرعة النت عند جميع المتصلين بطيئة عن طريق الاستخدام الكثيف بواسطة عدد قليل من المستخدمين.
فاز كل من إلينور أوستروم وأوليفر وليامسون في عام 2009 بـجائزة نوبل في العلوم الاقتصادية للعمل في هذا المجال، حيث اقترحوا استخدام الإدارة المجتمعية الجيدة للموارد المشتركة، مثلما هو موجود في الشركات الناجحة، ويمكن تجنب «مأساة استخدام الموارد العامة»

## موارد المعلومات المشتركة
إن إنشاء مشروعات برامج مفتوحة المصدر أو مشروعات جماعية أخرى مفتوحة، مثل ويكيبيديا تحتاج عادة لشكل من أشكال الإدارة المجتمعية، سواءً كانت تتضمن أسلوب القيادة أو المساواتية. على عكس ما هو الحال مع الموارد المادية، ليس بالضرورة نفاد الموارد بسبب مشاركة المعلومات. ومع ذلك قد يكون من الضروري للإدارة السليمة أن تشجع تأثير الشبكة، حيث يثري الاستخدام الجماعي الموارد، وتجنب الصراع.

## أساليب الإدارة
قد يكون المجتمع ذاته يقوم بدور نشط في تطوير الموارد وإدارتها من أجل تعزيز النشاط المجتمعي وتحقيق الرفاهية.
في بعض الحالات، قد تفوض مهمة إدارة الموارد المادية لمهني متخصص يدعى مدير مجتمعي.
في حالة إدارة موارد الإنترنت، قد يضمن تفضيل أنواع معينة لنقل البيانات تقديم نوعية خدمة شاملة أفضل لمعظم المستخدمين، على عكس مبدأ حيادية الشبكة.